# ناأوكي ماكينو
ناأُوكي ماكينو (باليابانية: 牧野 直樹) (11 نوفمبر 1976 في شيزوكا في اليابان – )؛ هو لاعب كرة قدم ياباني سابق كان يلعب كمدافع.

## وصلات خارجية
- ناأوكي ماكينو على موقع رابطة كرة القدم اليابانية للمحترفين (اليابانية)
- ناأوكي ماكينو على موقع عالم كرة القدم.نت (الإنجليزية)